# Don't Believe in Love
Don't Believe in Love è una canzone della cantante inglese Dido pubblicata il 27 ottobre 2008. È il primo ed unico singolo ufficiale estratto dal terzo album della cantante, Safe Trip Home.

## Il singolo
La canzone ha esordito in radio il 1º settembre 2008, mentre il singolo, che contiene anche il pezzo Look No Further, è uscito solo nei negozi di dischi inglesi il 27 ottobre 2008. In Italia e in Spagna il singolo è stato pubblicato in formato digitale, in esclusiva mondiale, il 23 settembre 2008.

## Il video
Il video musicale della canzone, reso disponibile sul sito ufficiale e su YouTube il 30 ottobre 2008 (vedi collegamenti sotto), è stato girato da AlexAndLiane nella settimana tra il 15 e il 21 settembre 2008 a Los Angeles, in un vecchio ranch polveroso.

## Tracce
1. Don't Believe in Love - 3:53 - (Dido Armstrong, Rollo Armstrong, Jon Brion)
2. Look No Further - 3:13 - (Dido Armstrong, Rollo Armstrong, Jon Brion)

## Classifiche
| Classifiche (2008) | Posizione massima |
| ------------------ | ----------------- |
| Austria            | 29                |
| Belgio (Fiandre)   | 45                |
| Belgio (Vallonia)  | 14                |
| Cile               | 73                |
| Giappone           | 20                |
| Italia             | 2                 |
| Paesi Bassi        | 83                |
| Portogallo         | 41                |
| Regno Unito        | 54                |
| Svizzera           | 16                |
| Turchia            | 4                 |